# Selección femenina de baloncesto 3x3 de México
La Selección Femenina de México 3x3 es una selección nacional de baloncesto de México, representa al país en competencias internacionales de baloncesto femenino 3x3 (3 contra 3) y que es administrada por la Asociación Deportiva Mexicana de Basquetbol AC (ADEMEBA), y que representa a México en las competiciones internacionales organizadas por la Federación Internacional de Baloncesto (FIBA) o el Comité Olímpico Internacional (COI): los Juegos Olímpicos y Campeonato mundial de baloncesto especialmente.  El equipo mexicano también ha participado en torneos de su ámbito continental como la FIBA AmeriCup.
En 2007, FIBA decidió iniciar campeonatos para el evento 3x3 (también llamado tres contra tres), a partir de 2010. Se realizan dos eventos, uno para atletas menores de 18 años y un evento abierto. El evento sub-18 (U18) se realiza todos los años, aunque cada cuatro años, a partir de 2010, el evento forma parte de los Juegos Olímpicos de la Juventud . Los eventos abiertos se llevan a cabo cada dos años, en años pares, a partir de 2012. 

## Plantel actual
La siguiente es la selección de jugadoras que disputó la FIBA 3x3 AmeriCup de 2021 en Miami
| México |                    |                     |         |                  |
| Num    | Jugador            | Altura              | Edad    | Equipo           |
| 1      | Alejandra Castillo | 1.67 m (5 ft 5 in)  | 34 años | Bravas de León   |
| 3      | Martha Tapia       | 1.72 m (5 ft 7 in)  | 23 años | Area 51 (Sonora) |
| 6      | Patricia Ayala     | 1.81 m (5 ft 11 in) | 26 años | Sonora BXT       |
| 7      | Ana Rentería       | 1.73 m (5 ft 8 in)  | 39 años | Bravas de León   |

## Récord Competitivo

### Juegos Olímpicos
| Año  | Posición       | Torneo                         | Sede  |
| ---- | -------------- | ------------------------------ | ----- |
| 2024 | Por determinar | Juegos Olímpicos de París 2024 | París |

### Juegos Olímpicos de la Juventud
| Año  | Posición | Torneo                                            | Sede         |
| ---- | -------- | ------------------------------------------------- | ------------ |
| 2018 | 9        | Juegos Olímpicos de la Juventud Buenos Aires 2018 | Buenos Aires |

### Copa Mundial de la FIBA 3x3
| Año  | Position | Torneo                                       | Sede   |
| ---- | -------- | -------------------------------------------- | ------ |
| 2012 | 23       | Campeonato Mundial de Baloncesto 3x3 de 2012 | Atenas |

### Copa Mundial de la FIBA 3x3 Sub–18
| Año  | Position | Torneo                                              | Sede       |
| ---- | -------- | --------------------------------------------------- | ---------- |
| 1953 | 7        | Campeonato Mundial de Baloncesto 3x3 sub-18 de 2019 | Ulán Bator |
| 1957 | 14       | Campeonato Mundial de Baloncesto 3x3 sub-18 de 2022 | Debrecen   |

### FIBA 3x3 AmeriCup
| Año  | Posición | Torneo                    | Sede  |
| ---- | -------- | ------------------------- | ----- |
| 2021 | 7        | FIBA 3x3 AmeriCup de 2021 | Miami |

### Juegos Panamericanos
| Año  | Posición       | Torneo                   | Sede              |
| ---- | -------------- | ------------------------ | ----------------- |
| 2023 | Por Determinar | XIX Juegos Panamericanos | Santiago de Chile |

### Juegos Centroamericanos y del Caribe
| Año  | Position     | Torneo                                     | Sede         |
| ---- | ------------ | ------------------------------------------ | ------------ |
| 2018 | 5            | XXIII Juegos Centroamericanos y del Caribe | Barranquilla |
| 2023 | Clasificadas | XXIV Juegos Centroamericanos y del Caribe  | San Salvador |

## enlaces externos
- Federación Mexicana de Baloncesto

- Datos: Q39057755